# Nothoscordum albitractum
Nothoscordum albitractum är en amaryllisväxtart som beskrevs av Pierfelice Ravenna. Nothoscordum albitractum ingår i släktet vaniljlökar, och familjen amaryllisväxter. Inga underarter finns listade i Catalogue of Life.